# Arthur Stoll
Arthur Stoll (8 de enero de 1887 Schinznach-Dorf - 13 de enero de 1971 Dornach) fue un bioquímico suizo.

## Carrera y educación
Era hijo de un profesor y director de la escuela, estudió química en la ETH Zúrich, con un doctorado en 1911, donde estudió con Richard Willstätter. en 1912, se convirtió en asistente de investigación en el Instituto Kaiser Wilhelm en Berlín, con Richard Willstätter, con quien exploró importantes ideas sobre la importancia de la clorofila en la asimilación de carbono.
En 1917, fue nombrado profesor de química de la Universidad de Múnich. En el mismo año, fue contratado como jefe del Departamento de productos farmacéutico de la fábrica química Sandoz de Basilea (ahora Novartis) donde fue Presidente de 1949 a 1956, Director de 1964 y Presidente de la junta.
Él desarrolló una variedad de métodos para la producción de drogas junto con sus empleados. Así desarrolló el primer aislamiento de alcaloides del ergot (como ergotamina) y glucósidos cardiacos, que se utilizan como medicamento para enfermedades del corazón y migrañas. Se desarrolló un proceso continuo para la producción de sales de calcio soluble.